# アルプス人種

アルプス人種に属すとされるオーストリア人

アルプス人種（あるぷすじんしゅ）は、かつての自然人類学におけるコーカソイドの下位区分の一つ。
1899年ウィリアム・Z・リプリーにより北方人種、地中海人種と共に定義され、主にヨーロッパ中部（フランス中東部やスイス、ドイツ南部（フランケン、アレマン、バイエルン）、オーストリア、イタリア北部など）や旧フランス植民地の一部（カナダのケベック州など）に住んでいるとされた。
この人種に属する人は「一般に、淡い褐色の毛髪であり、虹彩の色も明褐色で、青色や緑色は極めて少ない。皮膚色は白色をなすが、皮下の血液が透けて見えるほどの色素脱落は示さない。また、顔も丸みを帯び、脚が短くずんぐりした体格である。頭蓋も丸く短い（短頭）。」とされた。
アルプス人種は代表的な短頭人種として近代以降知られていたが、20世紀初めにドイツの人類学の大御所であったオイゲン・フィッシャー (Eugen　Fischer) らにより、古代のアルプス人種に属する人々は長頭であり、時代が進むと共に短頭に変化したことが明らかにされた。
遺伝子の観点からはY染色体ハプログループR-S28（イタロ・ケルト語派に関連）との間に分布の相関が認められる。